# Paracolopha takahashii
Paracolopha takahashii är en insektsart. Paracolopha takahashii ingår i släktet Paracolopha och familjen långrörsbladlöss. Inga underarter finns listade i Catalogue of Life.